# Samer el Nahhal
Samer el Nahhal, född 11 juli 1976 i Esbo, är en finsk musiker mer känd som basisten OX i det finländska hårdrocksbandet Lordi.
El Nahhals far var egyptier och modern finska. Han började spela bas vid 13 år års ålder.  
När Kalma slutade sin karriär i Lordi 2005 tillsattes istället el Nahhal. Han fick där en utklädnad föreställande en människooxe (minotaur). Ox är med på alla bilder på Lordis album The Arockalypse, men all bas spelas av hans föregångare Kalma. Favoritlåten att spela med Lordi är Bringing Back The Balls to Rock. 